# Gone Papi Gone
Gone Papi Gone est le quatrième épisode de la vingt-quatrième saison et le 512e épisode de la série Simpson. Il a été diffusé la première fois sur la chaîne américaine Fox le 11 novembre 2012.

## Synopsis
Abraham s'échappe de la maison de retraite, Homer et Marge essayent de le retrouver avec des indices qui révèlent les secrets de son passé. Dans sa jeunesse, Abraham a travaillé dans un restaurant avec le compositeur Marvin Hamlisch et est tombé amoureux de la chanteuse du restaurant, Rita LaFleur. De son côté, Lisa s'essaye au poker en ligne et ira jusqu'à jouer l'argent que la famille a économisé pour l'envoyer à l'université.